# Pam ldap
 (août 2021).
PAM_LDAP est une extension de PAM reposant sur nss_ldap permettant d’utiliser un LDAP pour le stockage des comptes, des groupes, etc. sous Unix (Linux, Solaris, BSD, etc.).
De plus il permet la connexion en SSL ou en TLS vers le serveur LDAP afin d’assurer une meilleure sécurité.